# Valarties (rivière)
Le Valarties est une rivière du val d'Aran affluent rive gauche de la Garonne orientale dans la municipalité d'Arties (commune de Naut Aran) dans la Province de Lérida en Catalogne (Espagne).

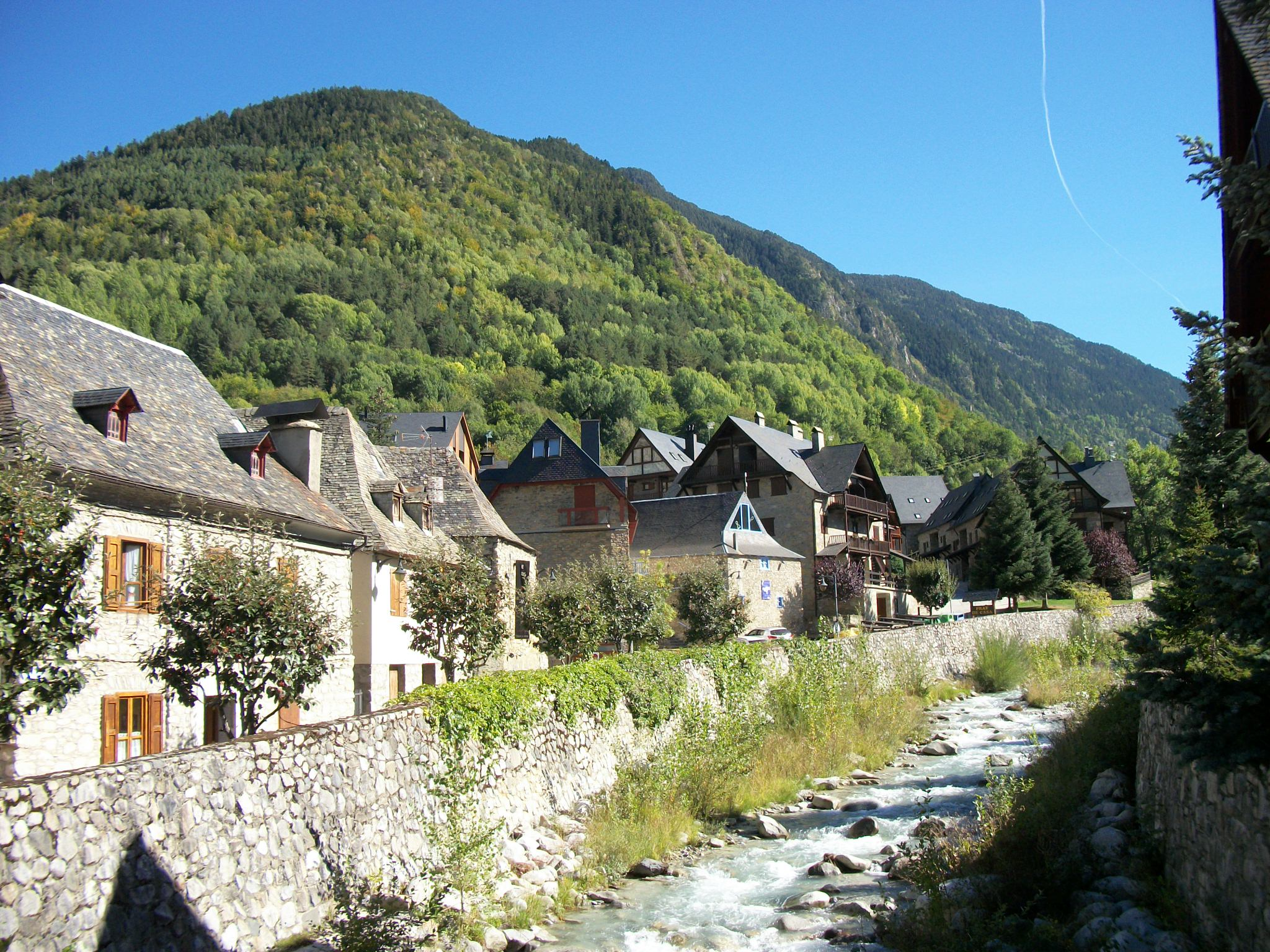
Le Ticó Blanc 2162 m en arrière plan et la rivière Valarties à Arties

Elle prend naissance sur les bords du Ressec par l'union des rivières barranc de Rius et barranc d'Aubeta, dans les prairies de Terralh avec la rivière arriu de Rencules.